# (3499) Hoppe
(3499) Hoppe – planetoida z pasa głównego asteroid okrążająca Słońce w ciągu 5,47 lat w średniej odległości 3,1 j.a. Odkryli ją Freimut Börngen i K. Kirsch 3 listopada 1981 roku w Obserwatorium Karla Schwarzschilda w Tautenburgu. Nazwa planetoidy pochodzi od Johannesa Hoppego (ur. 1907) – profesora astronomii na Uniwersytecie w Jenie.